# Parafia św. Wincentego à Paulo w Żelazówce
Parafia św. Wincentego a Paulo w Żelazówce – parafia rzymskokatolicka, znajdująca się w diecezji tarnowskiej, w dekanacie Dąbrowa Tarnowska. 
Parafia erygowana została 16 października 1992 roku dekretem ówczesnego biskupa tarnowskiego Józefa Życińskiego.
W skład terytorium parafii wchodzą miejscowości Żelazówka i Brnik.
Obecnie proboszczem jest ks. mgr Marek Lasek.